# Председник Украјине
Председник Украјине (укр. президент України) јест шеф државе Украјине. Главна дужност председника је да представља државу у иностранству, да управља спољним политичким активностима, да обавља преговоре и закључује међународне уговоре у име Украјине.
Председника бира народ на директним изборима. Бира се на мандат од пет година на који може бити биран два пута.
Церемонијална резиденција председника је дворац „Марински“ а канцеларије се налазе у згради Администрације у Банковој улици.
Председник Украјине је такође и екс официо председник Аутономне Републике Крим и има право да поништава њене законе за које сматра да су у нескладу са украјинским Уставом.

## Избор и заклетва
Свако лице изабрано на ову функцију полаже заклетву пред Врховном радом (скупштином) овим речима:
Ја, (име и презиме), вољом народа изабрани председник Украјине, ступајући на ову високу функцију, свечано се заклињем на верност Украјини. Обећавам да ћу се свим својим овлашћењима бранити суверенитет и независност Украјине, пазити на добробит матице и украјинског народа, штитити права и слободе грађана, поштовати Устав и законе Украјине, обављати своје дужности у интересу свих сународника, подизати ауторитет Украјине у свету.— Устав Украјине (Чл. 104)
Заклетвом руководи председавајући Уставног суда. Председник заклетву изговара држећи руку на Уставу и Пересопницком јеванђељу. Након потписивања заклетве, предаје је председнику Врховне раде.

## Списак председника
| #    | Председник         | Председник                       | Од                                               | До                 | Странка                                  |
| ---- | ------------------ | -------------------------------- | ------------------------------------------------ | ------------------ | ---------------------------------------- |
| 1    |                    | Леонид Макарович Кравчук         | 5. децембар 1991. Инаугурација: 22. август 1992. | 19. јул 1994.      | Без странке                              |
| 2    |                    | Леонид Данилович Кучма           | 19. јул 1994.                                    | 14. новембар 1999. | Без странке                              |
| 2    | 14. новембар 1999. | Леонид Данилович Кучма           | 23. јануар 2005.                                 |                    | Без странке                              |
| 3    |                    | Виктор Андријович Јушченко       | 23. јануар 2005.                                 | 25. фебруар 2010.  | Блок Наша Украјина - народна Самоодбрана |
| 4    |                    | Виктор Федорович Јанукович       | 25. фебруар 2010.                                | 22. фебруар 2014.  | Партија региона                          |
| в.д. |                    | Олександр Валентинович Турчинов  | 23. фебруар 2014.                                | 7. јун 2014.       | Свеукрајинско обједињење „Отаџбина“      |
| 5    |                    | Петро Олексијович Порошенко      | 7. јун 2014.                                     | 20. мај 2019.      | Без странке                              |
| 6    |                    | Володимир Олександрович Зеленски | 20. мај 2019.                                    | на дужности        | Без странке                              |